# Endrosa melanomos
Endrosa melanomos là một loài bướm đêm thuộc phân họ Arctiinae, họ Erebidae.